# بند سوم تا هفتم از هات چهل و چهار یسنا
بند سوم تا هفتم از هات چهل و چهار یسنا یا سرود نهم؛ بند سوم تا هفتم بخشی از گاتاها است.

## جایگاه در گاتاها
یسنا یا یسنه نام مهم‌ترین نسک (به معنی فصلی از کتاب) اوستای کنونی است که ۷۲ هات (بخش) دارد و گاتاها (گاهان) پنجگانه زرتشت نیز جزو همین ۷۲ هات به‌شمار می‌آید. کل گاتاها ۱۷ هات است و شامل ۲۳۸ بند و ۸۹۶ بیت و ۵۵۶۰ کلمه است. گاتاها منظوم است و از جهت وزن شعر و تعداد مصراع‌ها در هر بند، به ۵ بخش به شرح زیر تقسیم شده‌است.
- اهنود به معنی سرور و مولا است. هات ۲۸، ۲۹، ۳۰، ۳۱، ۳۲، ۳۳، ۳۴
- اشتود به معنی سلامت و عافیت است. هات ۴۳، ۴۴، ۴۵ و ۴۶
- سپنتمد به معنی خرد مقدس است. ۴۷، ۴۸، ۴۹ و ۵۰
- وهوخشتر به معنی اقتدار نیک و کشور خوب است. هات ۵۱
- وهیشتواشت به معنی بهترین خواسته و نیکوترین ثروت است. هات ۵۳[۱]

## ترجمه

### آبتین ساسانفر
بند سوم، این را از تو می‌پرسم، ای اهورا براستی برای من آشکار کنی.
کیست سرچشمه (پدر) سامان و نظام هستی (اشا) در آغاز آفرینش.
کیست که مسیر خورشید و ستارگان را بنیاد نهاده.
با کیست که ماه گهگاه می‌افزاید و می‌کاهد.
ای مزدا دانستن اینها و چیزهای دیگر را آرزو دارم.
بند چهارم، این را از تو می‌پرسم، ای اهورا به ر استی برای من آشکار کن.
کیست که زمین را در پائین و آسمانها را در بالا نگاه می‌دارد؛ و نیز آبها و گیاهان را که فرو نیفتند.
کیست که ابرها و باد تند رو را به لگام می‌کشد.
ای مزدا کیست آفریننده منش نیک.
بند پنجم، این را از تو می‌پرسم، ای اهورا، به راستی برای من آشکار کن.
کدام استاد کار روشنائی و تاریکی را بنیان نهاد.
کدام استاد کار خواب و بیداری را پدیدآورد.
کیست که به وسیله او بامداد، نیمروز و شب وجود دارند.
همه آنها ستاینده را یادآور می‌شوند به وظیفه خود «ستایش» عمل کند.
بند ششم، این را از تو می‌پرسم ای اهورا! به راستی برای من آشکار کن.
آیا اینها بدینسان که در زیر خواهم گفت درست است.
آیا کارهایی که همراه با پارسائی (آرمیئتی) باشد دسترسی به اشا را افزایش می‌دهد.
آیا نوید (وعده) دادی با پیروی وهومن (نیک‌اندیشی)
می‌توان به قلمرو فرمانروائی تو رسید.
برای چه کسانی زمین بارور و شادی‌بخش را آفریدی.
بند هفتم، این را از تو می‌پرسم ای اهورا! به راستی برای من آشکار کن.
چه کسی خشترای گرانمایه (نیروی نیستی‌ناپذیر) را با آرمئیتی بیافرید.
چه کسی شور و عشق پرارج پسر را برای پدر پدیدآورد.
من با اینها (پرسش‌ها) ای مزدا در شناختن (و دریافتن) تو کوشش می‌کنم.
به راستی که تو با گوهر مینوی خود آفریننده همهٔ آنها هستی.

### پرودس اکتور شروو
توضیح، ترجمه از زبان اوستایی توسط پرودس اکتور شروو و ترجمه کتاب وی توسط غیاث آبادی انجام شده‌است.
بند ۳) من از تو این را می‌پرسم: صریح به من بگو ای اهورا، چه قهرمانی با تولید مثل خود، اولین پدر نظم کیهانی است؟ چه قهرمانی اولین بار راه خورشید و ستارگان را در جای خود قرار داد؟ او چه کسی است که از طریق وی اکنون ماه در ابتدا درخشان شده و سپس تیره می‌شود؟ درست همان چیزهایی که می‌خواهم بدانم ای مزدا، و همچنین این موارد دیگر.
بند ۴) من از تو این را می‌پرسم: صریح به من بگو ای اهورا، چه قهرمانی اولین بار زمین را در این پایین و ابرها را در بالا بدون فروافتادن قرار داد؟ چه کسی آب‌ها و گیاهان را به وجود آورد؟ چه کسی دو ناوگان نامه‌رسان را به باد و ابرها پیوند زد؟ چه قهرمانی ای مزدا، دمی پندار نیک است؟
بند ۵) من از تو این را می‌پرسم: صریح به من بگو ای اهورا، کدام افزارمند اولین بار نور و تاریکی هر دو را در جای خود قرار داد؟ کدام افزارمند خواب و بیداری را در/ برای انسان در جاهای خود قرار داد؟ چه کسی است که از طریق وی است سپیده، ظهر و شب، لحظه‌هایی که خواسته دستیابی به چیزی را به فرد یادآوری می‌کند؟
بند ۶) من از تو این را می‌پرسم: صریح به من بگو ای اهورا، واژه‌هایی که به زودی بیان خواهم کرد! چرا که اگر به این شیوه درست باشند، پس به روشنی، به حساب اقدامات ما/ وی هستند که فروتنی اکنون نظم کیهانی را قطور کرده و به حساب/ از طریق پندار نیک ما است که او(؟) فرمان را به تو واگذار می‌کند. تو در ابتدا برای چه کسی گاو شیرده را به وجود آوردی، که برای ما شادی به وجود می‌آورد؟
بند ۷) من از تو این را می‌پرسم: صریح به من بگو ای اهورا، چه کسی فروتنی را به وجود آورد، فرد محترم همراه با فرمان؟ چه کسی اولین بار در پوشش زهدان پسری نیرومند را برای پدر قرار داد؟ با دانستن پاسخ‌ها از پیش، ای مزدا، من اینجا هستم و کمک خود با این موارد را به تو عرضه می‌کنم، کسی که از طریق الهام حیات‌بخش، برقرارکنندهٔ همهٔ آنها است.

### ابراهیم پورداوود
| پس از این پرسش‌ها زرتشت خود در پاسخ گوید |

## تفسیر
اهورامزدا خدای متعالی، خردمند و توانایی است که همهٔ اجزاء هستی، خورشید و ماه، زمین و آسمان، تاریکی و روشنایی، خواب و بیداری، اوقات مختلف روز، آب، گیاه و انسان را آفریده‌است.

## برای مطالعهٔ بیشتر
- برگردان هفت هات از گاتاها بایگانی‌شده  در ۱۶ ژوئیه ۲۰۱۶ توسط Wayback Machine
- زرتشت گری توحیدی یا ثنوی